# Jasenovac i Gradiška Stara
Jasenovac i Gradiška Stara (Jasenovac e Stara Gradiška) é uma música croata que promove a Ustaše, o governo fantoche nazista do Estado Independente da Croácia. A letra celebra a perseguição de Sérvios na Herzegovina durante a Segunda Guerra Mundial.
Em 2003, Matija Babić criticou a banda croata Thompson por executar a canção, assim como a Hrvatska radiotelevizija, Croatia Records e outros meios de comunicação por continuar a cobrir Thompson como um artista mainstream. Em 2007, Efraim Zuroff, ao relatar no Jerusalem Post uma performance de Thompson no Estádio Maksimir, disse que Perković ganhou notoriedade por ter interpretado a música que era abertamente fascista e criticou os concertos de Thompson como ocasião para exibição de nacionalistas extremistas.
O próprio Perković negou escrever ou até mesmo tocar a música, afirmando que "ele é um músico, não um político". Um organizador de uma turnê de Thompson da cidade de Nova Iorque em 2007 defendeu Perković, alegando que o músico não escreveu a música.